# Іменні цінні папери
Іменні цінні папери — документ, виписаний на ім'я конкретної особи, яка тільки і може здійснити закріплене цим папером суб'єктивне право.
Закон України «Про цінні папери і фондову біржу» визначає акції з рівними правами участі акціонерів, імена яких входять до обов'язкових реквізитів акції. Власниками простих іменних акцій є, як правило, громадяни.
Статус іменних акцій має на увазі спеціальні правила їх відчуження. Власники іменних акцій у принципі вільно розпоряджаються ними (продають, передають, відчужують іншим способом), але з додержанням цих правил.
Обіг іменних акцій фіксується або товариством (емітентом), яке зобов'язане вести реєстр власників іменних цінних паперів, або реєстратором (юридичною особою — суб'єктом підприємницької діяльності, який одержав у встановленому порядку дозвіл на ведення реєстрів власників іменних цінних паперів), якому емітент доручає вести реєстр шляхом укладення відповідного договору (п.1 ст. 9 Закону України «Про Національну депозитарну систему та особливості електронного обігу цінних паперів в Україні» від 10 грудня 1997 p.).
Реєстр власників іменних цінних паперів, зокрема, містить інформацію про емітента; інформацію про реєстратора; інформацію про випуск (категорію) цінних паперів, для якого складено реєстр; інформацію про власників іменних цінних паперів, зареєстрованих у системі реєстру; інформацію про номінальних утримувачів; інформацію про власників іменних цінних паперів — клієнтів номінальних утримувачів; інформацію про іменні цінні папери, які обліковуються на особовому рахунку емітента (п. 3.3 Положення про порядок ведення реєстрів власників іменних цінних паперів, затвердженого рішенням Державної комісії з цінних паперів та фондового ринку від 26 травня 1998 р. № 60).
Реєстрації підлягає і передача (трансферт) акцій іншим особам, тобто перехід прав участі. Права на участь в управлінні, одержання дивідендів тощо, які випливають з іменних акцій, можуть бути реалізовані з моменту внесення змін до реєстру власників іменних цінних паперів (п. 1 ст. 5 Закону України «Про Національну депозитарну систему та особливості електронного обігу цінних паперів в Україні»).